# ClimatePrediction.net
Climateprediction.net – projekt naukowy, wykorzystujący możliwości technik przetwarzania rozproszonego. Jego celem jest przewidywanie zmian klimatycznych zachodzących na Ziemi. Eksperyment ma również na celu stworzenie lepszych, bardziej niezawodnych modeli matematycznych, które umożliwią w przyszłości długoterminowe prognozowanie pogody, z większą dokładnością. Jest to największy z dotychczas przeprowadzonych eksperymentów tego typu. Do marca 2005 roku przetestowano ponad 70 tysięcy modeli klimatycznych.
Cały projekt opiera się na pomyśle przeprowadzania jednej małej symulacji na jednym komputerze. Ochotnik przystępujący do tego eksperymentu otrzymuje za pośrednictwem Internetu próbkę danych, zawierającą model matematyczny wraz z unikatowymi założeniami. W wolnych chwilach komputer przetwarza wszystkie dane i gdy zakończy symulację wysyła gotowy wynik do głównego serwera.
Wymagania jakie musi spełniać uczestnik, to dysponowanie komputerem z procesorem taktowanym co najmniej 450 MHz zegarem (zalecane 700 MHz i więcej), 128 MB pamięci operacyjnej, 600 MB wolnego miejsca na twardym dysku oraz połączenie z Internetem. Czas potrzebny na przetworzenie jednej próbki danych na komputerze z procesorem 1 GHz to około 6 miesięcy.
26 sierpnia 2004 roku projekt Climateprediction.net został przeniesiony na platformę BOINC.
W ramach projektu przeprowadzono eksperyment symulujący wpływ zatrzymania cyrkulacji termohalinowej na klimat Ziemi.
26 sierpnia 2005 roku uruchomiono kolejny eksperyment, który ma przebadać wpływ aerozoli siarczanowych na klimat Ziemi. Nowe modele dostępne są tylko dla silnych komputerów, które są w stanie przetworzyć dodatkowe dwie fazy obliczeń w odpowiednim czasie.
Ogłoszone w styczniu 2005 roku na łamach miesięcznika Nature wyniki wykazały, że do roku 2065  klimat na Ziemi może ulec ociepleniu o 2 do 11 stopni Celsjusza. Jest to zdecydowanie więcej, niż wykazały poprzednie symulacje.